# Снигирёвка (станция)
Снигирёвка — узловая железнодорожная станция Одесской железной дороги.
Находится в городе Снигирёвка Снигирёвского района Николаевской области Украины.

## История
Станция была построена в 1911 году в Засельской волости Херсонского уезда Херсонской губернии Российской империи в ходе строительства железной дороги Николаев — Херсон — Снигирёвка.
В 1925 году была построена линия Апостолово — Снигирёвка.
В ходе Великой Отечественной войны в 1941 году селение и станция были оккупированы наступавшими немецкими войсками, в марте 1944 года освобождены в ходе Березнеговато-Снигирёвской наступательной операции.
В 1956 году была построена линия Снигирёвка — Фёдоровка.

## Современное состояние
Пассажирские поезда, которые проходят через город (в скобках — номер поезда):
- Херсон — Харьков (№ 375/376),
- Одесса — Запорожье — Кривой Рог (№ 318/317),
- Одесса — Днепр (№ 252/251),
- Киев — Херсон (№ 102/101),
- Апостолово — Николаев-Центральный (№ 869/870)
- Каховка — Николаев-Центральный (№ 6321/6322)